# Alsophila mossambicensis
Alsophila mossambicensis là một loài dương xỉ trong họ Cyatheaceae. Loài này được Baker R.M. Tryon mô tả khoa học đầu tiên năm 1970.